# Walter Pohl
Walter Pohl (Viena, 27 de dezembro de 1953) é um historiador austríaco, docente de História Medieval na Universidade de Viena. Os seus interesses principais são as invasões bárbaras, a Alta Idade Média e a etnogênese.
Pohl é diretor do Institut für Mittelalterforschung, unidade de pesquisa medieval da Academia Austríaca de Ciências.
Em 2004 recebeu o Prêmio Wittgenstein.

## Publicações
- Die Awaren (Monaco, 1988).
- I Goti d'Italia e le tradizioni delle steppe, in "Atti del XIII Congresso di studi sull'alto medioevo" (Spoleto, 1993).
- Kingdoms of the Empire (Leiden, 1997).
- Die Germanen (Monaco, 1998).
- Strategies of Distinction (Leiden, 1998).
- Herrschaftssitze östlich des Rheins und Nördlich der Donau, in "Memorias de la Real Academia de Buenas Letras de Barcelona" (2000).
- Le origini etniche dell’Europa. Barbari e Romani tra antichità e medioevo (Roma, 2000).
- Werkstätte der Erinnerung. Montecassino und die Gestaltung der langobardischen Vergangenheit (Monaco, 2001).
- Die Völkerwanderung . Eroberung und Integration (Stoccarda, 2002).
- I Longobardi e la guerra. Da Alboino alla battaglia sulla Livenza (secc. VI-VIII) (2004).
- Monasteri in Europa occidentale (secoli VIII-XI): topografia e strutture (2008).
- Razze, etnie, nazioni (2010).
- The Transformation of Frontiers: From Late Antiquity to the Carolingians (2000).
- Regna and Gentes: The Relationship Between Late Antique and Early Medieval Peoples and Kingdoms in the Transformation of the Roman World (2003).
- Conceptions of ethnicity in early medieval studies (1991) PDF